# Superintelligentie
Superintelligentie, hyperintelligentie of bovenmenselijke intelligentie is een benaming (uit het Engels, super intelligence) voor een hypothetisch wezen dat een intelligentie bezit die dat van genieën en andere hoogbegaafde mensen verre overtreft.
Technologische voorspellers en onderzoekers zijn het er niet over eens of en wanneer de menselijke intelligentie zal worden overvleugeld. Sommigen beweren dat voortgang in de kunstmatige intelligentie waarschijnlijk zal resulteren in algemene redeneringssystemen die niet worden beperkt door menselijke cognitieve beperkingen. Anderen geloven dat de mens zal evolueren of haar biologie zal wijzigen om zo over een grotere intelligentie te kunnen beschikken. Een aantal studies combineren elementen van deze twee mogelijkheden; de menselijke hersenen zouden aan computers kunnen worden gekoppeld of elektrische patronen in de hersenen zouden op zo'n manier naar een computer kunnen worden geüpload dat dit tot een sterke toename van de intelligentie leidt.
Experts in de kunstmatige intelligentie en de biotechnologie verwachten niet dat in de zeer nabije toekomst uit deze wetenschappen een superintelligentie zal voortkomen. Een aantal wetenschappers en voorspellers pleiten echter al wel voor het op korte termijn in gang zetten van wetenschappelijk onderzoek naar de mogelijke voordelen en risico's die gepaard gaan met het ontstaan van superintelligente machines en/of mensen: dit vanwege de grote maatschappelijke impact die het ontstaan van een superintelligentie met zich mee zal brengen.

## Noot
1. ↑  S. Legg, Machine Super Intelligence, diss. University of Lugano, 2008, pp. 135-137.

## Referentie
- Dit artikel of een eerdere versie ervan is een (gedeeltelijke) vertaling van het artikel Superintelligence op de Engelstalige Wikipedia, dat onder de licentie Creative Commons Naamsvermelding/Gelijk delen valt. Zie de bewerkingsgeschiedenis aldaar.